# Matt blombagge
Matt blombagge (Ischnomera cinerascens) är en skalbaggsart som först beskrevs av Pandellé 1867.  Matt blombagge ingår i släktet Asclera, och familjen blombaggar. Enligt den svenska rödlistan är arten nära hotad i Sverige. Arten förekommer i Götaland, Öland och Svealand. Artens livsmiljö är skogslandskap, jordbrukslandskap.